# Gwendolyn Leick
Gwendolyn Leick ,  née en Autriche le 25 février 1951 et morte le 19 novembre 2022, est une historienne et assyriologue britannique Elle est l'auteure de plusieurs livres et encyclopédies en anglais sur la Mésopotamie.

## Biographie
Gwendolyn Leick naît le 25 février 1951 à Oberaichwald, dans la commune de Finkenstein am Faaker See en Autriche. Son père Reginald est médecin, alors que sa mère Herta est travailleuse sociale.
À l'âge de 25 ans, elle émigre au Royaume-Uni, affirmant avoir été attirée par le British Museum et la « vie cosmopolite de Londres » (cosmopolitan life in London).
À 52 ans, elle participe aux Jeux olympiques d'été de 2004 à Athènes (Grèce) en tant qu'haltérophile. Elle a obtenu trois fois le titre de championne du monde.

## Ouvrages
Liste de livres les plus notables ,.
- (en) A Dictionary of Ancient Near Eastern Architecture, Routledge, 1988
- (en) A Dictionary of Ancient Near Eastern Mythology, Routledge, 1991 (2e édition en 1999)
- (en) Sex and Eroticism in Mesopotamian Literature, Routledge, 1994
- (en) Who's Who in the Ancient Near East, Routledge, 1999
- (en) Mesopotamia: The Invention of the City, Penguin Books, 2002
- (en) Historical Dictionary of Mesopotamia, Scarecrow Press, 2003
- (en) The Babylonians: An Introduction, Routledge, 2003
- (en) éditrice en chef du livre The Babylonian World, Routledge, 2006
- (en) Tombs of the Great Leaders: A Contemporary Guide
- (en) Gertrude, Mabel, May: An ABC of Gertrude Stein's Love Triangle, Grey Suit Editions UK, 2019
- (de) Franckstraße 31, Edition Korrespondenzen, 2021